# Etiennea cephalomeatus
Etiennea cephalomeatus är en insektsart som beskrevs av Hodgson 1991. Etiennea cephalomeatus ingår i släktet Etiennea och familjen skålsköldlöss.
Artens utbredningsområde är Uganda. Inga underarter finns listade i Catalogue of Life.